# 기이레역
기이레역(일본어: 喜入駅)은 일본 가고시마현 가고시마시에 있는 규슈 여객철도 이부스키마쿠라자키 선의 역이다.

## 역 구조
상대식 승강장 2면 2선을 가지는 지상역으로, 서로의 승강장은 과선교로 이어지고 있다. 규슈 교통기획이 역 업무를 위탁하는 업무위탁역이다.
| 플랫폼 | 노선                    | 방향   | 행선지                        |
| 1 · 2  | ■ 이부스키마쿠라자키 선 | 상행선 | 다니야마 · 가고시마 중앙 방면 |
| 1 · 2  | ■ 이부스키마쿠라자키 선 | 하행선 | 이부스키 · 마쿠라자키 방면    |

## 이용 현황
| 승차 인원 추이 | 승차 인원 추이 |
| 연도           | 1일 평균 인수  |
| -------------- | -------------- |
| 2002           | 811            |
| 2003           | 781            |
| 2004           | 803            |
| 2005           | 762            |
| 2006           | 765            |
| 2007           | 740            |
| 2008           | 737            |
| 2009           | 721            |

## 역 주변
- 가고시마 시청 기이레 지소

## 인접 역
| 이부스키마쿠라자키 선         | 이부스키마쿠라자키 선 | 이부스키마쿠라자키 선      |
| ----------------------------- | --------------------- | -------------------------- |
| 사카노우에 가고시마 중앙 방면 | ■ 쾌속 "나노하나"     | 이부스키 야마카와 방면     |
| 나카묘 가고시마 중앙 방면     | ■ 보통                | 마에노하마 마쿠라자키 방면 |